# Acroloxus shadini
Acroloxus shadini is een slakkensoort uit de familie van de Acroloxidae. De wetenschappelijke naam van de soort is voor het eerst geldig gepubliceerd in 1991 door Kruglov & Starobogatov.